# Винниківське міське об'єднання Всеукраїнського товариства «Просвіта» імені Тараса Шевченка
Винниківське міське об'єднання Всеукраїнського товариства «Просвіта» імені Тараса Шевченка (1989), колишнє Товариство «Просвіта» (1896) — українська громадська організація культурно-освітянського спрямування.
Подання про створення товариства «Просвіта» було скероване до Високого Намісництва у Львові 27 листопада 1895 р. і 30 листопада цього року дане прохання було задоволене. Засновниками були о. Григорій Гірняк, Павло Домазар, Петро Обаранець, Теодор Кияк, Іван Лема, Михайло Пивовар, Володимир Титло, Федір Дмитерко, Анна Врецьона, Ольга Гірняк.
14 січня 1896 р. відбулися установчі збори товариства «Просвіта». Першим її головою стає отець Гірняк Григорій. У зверненні о. Григорія Гірняка повідомляється: «Світлий Виділе! Підписаний в імені членів основателів маю честь повідомити Світлий Виділ, що створення Читальні „Просвіта“ у Винниках наступить 19 січня 1896 року о 3 годині пополудні в домі руського приходства». Допомагав о. Гірняку у створенні «Просвіти» уродженець Винник — педагог Врецьона Григорій Захарович.
Другий голова — Левицький Володимир Лукич — 1907—1914 рр.
У березні 1989 р. ініціативні винниківчани М. Стасюк, А. Сенчишин, А. Дідич, М. Довган, С. Йосифів та ін. відновили «Просвіту», спочатку як Товариство «Просвіта» ім. Т. Шевченка, а з 2005 р. як громадську організацію Винниківське міське т-во «Просвіта» ім. Т. Шевченка.
Першим головою т-ва обрано М. Стасюка. За ці роки діяльності т-ва головами «Просвіти» були: Стасюк М. (1989 р.), Сапеляк Я. (1990—1992 рр.), (2000—2002 рр.), Козак Я. (1993—1997 рр.), Йосифів П. (1997—1998 рр.), Пивовар Ю. (1999 р.), Бульба Є. (2002—2005 рр.), Швед Л. (2005—2010 рр.), Оленчин М. (2010—2012 рр), Білоус Л. (з 2012 р.)